# Trémouilles
 Trémouilles  (en occitano Tremolhas) es una población y comuna francesa, situada en la región de Mediodía-Pirineos, departamento de Aveyron, en el distrito de Rodez y cantón de Pont-de-Salars.

## Demografía
| 759 | 709 | 626 | 546 | 503 | 504 |
| Para los censos de 1962 a 1999 la población legal corresponde a la población sin duplicidades (Fuente: INSEE [Consultar]) |     |     |     |     |     |